# 로만 티체
로만 티체(체코어: Roman Týce, 1977년 5월 7일~)는 체코의 전직 축구 선수이다. 그는 체코와 독일 구단에서 수비수와 수비형 미드필더로 활동했다. 티체는 체코 국가대표팀 일원으로 유로 2004에 참가하기도 했다.

## 클럽 경력
티체는 17세의 나이로 스파르타 프라하에서 신고식을 치렀다. 그는 이후 슬로반 리베레츠를 거쳐 독일 무대로 진출했다.
그는 1860 뮌헨에 입단하며 독일 무대에 입성했고, 훗날 구단 주장도 맡았다. 티체는 2002년에 볼프스부르크와의 분데스리가 경기에서 득점을 한 경기에서 무릎 부상으로 경기장을 나갔다. 진단 끝에, 그는 오른쪽 무릎 인대가 파열된 것으로 확인되었다. 2006년에는 왼쪽 무릎에 비슷한 부상을 당했었다.
티체는 2007년에 1860 뮌헨을 떠나, 같은 체코인이자 전 동료였던 미할 콜로마즈니크와 운터하힝에서 재회했다.

## 국가대표팀 경력
티체는 2000년 유럽 U-21 선수권 대회에서 주장을 맡았는데, 체코는 이 대회에서 결승까지 올랐지만, 이탈리아에 밀려 준우승에 머물렀다.
티체는 2000년 하계 올림픽에도 주장으로 참가했다. 대회 전에, 그는 자국을 대표로 메달을 딸 포부를 밝혔다. 그러나, 뚜껑을 열어보니, 체코는 대회에서 1승도 거두지 못하고 조별 리그에서 조기 탈락했다.
그는 유로 2004의 체코 선수단 명단에 이름을 올려 독일과의 조별 리그 경기에서 90분을 소화했다. 그러나, 이 경기는 이 대회에서 그가 출전한 유일한 경기가 되었다.

## 경기 방식
그는 수비수나 수비형 미드필더로 모두 기용이 가능했다. 그는 다재다능함을 앞세워 좌측, 우측 수비는 물론 중원의 여러 역할도 소화했다.

## 개인사
마르첼과 알레나 티체의 소생인, 로마는 체르니브 군에서 유년 시절을 보내며 리보호비체 군의 초등학교를 통학했고, 13세에 프라하로 이주하 스파르타 프라하에 입단했다.

## 경력 통계

### 국가대표팀
| 체코 국가대표팀 | 체코 국가대표팀 | 체코 국가대표팀 |
| 연도            | 출장            | 골              |
| --------------- | --------------- | --------------- |
| 1999            | 1               | 0               |
| 2000            | 3               | 0               |
| 2001            | 8               | 1               |
| 2003            | 4               | 0               |
| 2004            | 8               | 0               |
| 2005            | 1               | 0               |
| 합계            | 25              | 1               |